# Boston Scientific
Boston Scientific Corporation est une entreprise américaine spécialisée dans le matériel médical créée en 1979, basée à Natick, commercialisant ses produits dans le monde entier.

## Histoire
En avril 2006, Boston Scientific a acquis l'entreprise américaine Guidant pour 27 milliards de dollars,.
En mars 2015, Boston Scientific acquiert l'activité d'urologie masculine d'Endo International pour 1,65 milliard de dollars.
En mars 2017, Boston Scientific annonce pour 435 millions de dollars l'acquisition de Symetis, une entreprise suisse spécialisée dans le matériel médical vasculaire.
En novembre 2018, Boston Scientific annonce l'acquisition de BTG pour 3,3 milliards de livres.
En mars 2021, Boston Scientific annonce l'acquisition de Lumenis pour 1,07 milliard de dollars. En octobre 2021, Boston Scientific annonce l'acquisition de Baylis Medical, spécialisée dans les traitements radio de problèmes cardiovasculaires, pour 1,75 milliard de dollars.

## Actionnaires
Liste des principaux actionnaires de l'entreprise au 17 avril 2022 :
| Actionnaire                         | %      |
| ----------------------------------- | ------ |
| The Vanguard Group                  | 7,42 % |
| Fidelity Management & Research      | 6,00 % |
| en:Massachusetts Financial Services | 6,00 % |
| Wellington Management               | 5,22 % |
| Capital Research & Management       | 5,13 % |
| SSgA Funds Management               | 4,51 % |
| Janus Henderson Investors US        | 2,89 % |
| PRIMECAP Management                 | 2,67 % |
| en:Greenlight Capital               | 2,29 % |
| JPMorgan Investment Management      | 2,25 % |

## Condamnations
- Boston ScientificCorporation est condamné à 188 M$[12] pour allégations trompeuses sur ses bandelettes sous-urétrales pour l'incontinence urinaire(signalé par Prescrire (revue) en mars 22).